# Corporación Deportiva Once Caldas
La Corporación Deportiva Once Caldas, normalment coneguda simplement com a Once Caldas, és un club colombià de futbol de la ciutat de Manizales, al departament de Caldas.

## Història
L'Once Caldas va ser fundat el 17 de març de 1959, després de la fusió dels clubs Once Deportivo i Deportes Caldas. Once Deportivo va ser fundat el 1930 i Deportes Caldas a finals dels 40. Ambdós clubs van desaparèixer. Aleshores Carlos Gómez Escobar i Eduardo Gómez Arrubla intentaren reviure el Deportes Caldas i Once Deportivo respectivament, però la mediació del Dr. Hermán Bueno Ramirez finalment es decidiren en crear un club completament nou, el Once Caldas.
El 1950, Deportes Caldas guanyà la Lliga colombiana de futbol.
El 1961, l'Once Caldas debutà a la lliga colombiana de futbol, acabant setè. L'any 1998 fou finalista de la lliga, derrotat pel Deportivo Cali. L'any següent participà per primer cop a la Copa Libertadores de América. El 2003, guanyà el campionat d'Apertura colombià i el següent any es proclamà, contra pronòstic, campió de la Copa Libertadores en derrotar el Boca Juniors des del llançament de penals. Fou vençut pel Porto, de Portugal, a Yokohama, a la Copa Intercontinental de futbol, també des del llançament de penals.
L'equip juga els seus partits a l'Estadi Palogrande inaugurat el 1936, i amb una capacitat de 42.000 espectadors el 1994.

## Palmarès
- Copa Libertadores de América (1): 2004
- Fútbol Profesional Colombiano (4): 1950, 2003-I, 2009-I, 2010-II

## Jugadors destacats
- Sergio Galván Rey
- Antonio de Nigris
- Dayro Moreno

## Entrenadors destacats
- Luis Fernando Montoya